# If I Can't Have Love, I Want Power
If I Can't Have Love, I Want Power je čtvrté studiové album americké zpěvačky a skladatelky Halsey. Vyšlo 27. srpna 2021 prostřednictvím Capitol Records. Producentem je americký hudebník Trent Reznor a anglický producent Atticus Ross. Album obsahuje ve standardní edici 13 skladeb a jedná se o sólové písně bez hostů.
Halsey popsala desku jako „koncepční album o radostech a hrůzách těhotenství a porodu“. Obal alba je inspirován uměleckými vyobrazeními Marie, matky Ježíše. Divadelní film s názvem alba a představením hudby z alba, režírovaný americkým filmařem Colinem Tilleym je naplánován na promítání ve vybraných IMAX kinech po celém světě 25. a 26. srpna 2021. Lístky se začaly prodávat 3. srpna 2021.

## Pozadí
Po vydání třetího alba Manic probíhalo koncertní turné s názvem Manic World Tour v roce 2020. 12. března se udál poslední koncert a poté všechny zbývající koncerty byly odloženy a přeplánovány v důsledku pandemie covidu-19, než bylo turné oficiálně zrušeno 23. ledna 2021. Halsey také v lednu oznámila své první těhotenství s americkým scenáristou Alevem Aydinem poté, co utrpěla mnoho potratů v důsledku endometriózy a podstoupila operaci v roce 2017.
28. června 2021 se ve velkých městech USA objevila řada billboardů, které oznamovaly čtvrté studiové album Halsey s názvem If I Can't Have Love, I Want Power. Téhož dne album sama Halsey potvrdila prostřednictvím sociálních sítí. Bylo také odhaleno, že album produkovali americký hudebník Trent Reznor a anglický hudebník Atticus Ross, členové americké rockové kapely Nine Inch Nails. V krátkém upoutávkovém videu Halsey naznačila punkrockový zvuk alba. 7. července 2021 odhalila obal a oznámila datum vydání. Svého syna Enderyho Ridleyho Aydina porodila 14. července 2021.

## Seznam skladeb
| Pořadí | Název                       | Délka |
| ------ | --------------------------- | ----- |
| 1.     | The Tradition               |       |
| 2.     | Bells in Santa Fe           |       |
| 3.     | Easier than Lying           |       |
| 4.     | Lilith                      |       |
| 5.     | Girl Is a Gun               |       |
| 6.     | You Asked for This          |       |
| 7.     | Darling                     |       |
| 8.     | 1121                        |       |
| 9.     | Honey                       |       |
| 10.    | Whispers                    |       |
| 11.    | I Am Not a Woman, I'm a God |       |
| 12.    | The Lighthouse              |       |
| 13.    | Ya'aburnee                  |       |